# Fidel Castro, un voyage en Guinée
Pour plus de détails, voir Fiche technique et Distribution.
Fidel Castro, un voyage en Guinée est un long métrage documentaire de 1972 réalisé par le cinéaste guinéen Moussa Kémoko Diakité.

## Synopsie
Ce film retrace les seules images connues à ce jour, du premier voyage du guide de la révolution cubaine Líder máximo Fidel Castro en Afrique, en mai 1972,.

## Fiche technique
- Titre original : Fidel Castro, un voyage en Guinée
- Réalisateur : Moussa Kémoko Diakité

## Récompenses
- 1983 : Grand prix de l’Unesco au Fespaco et au Festival du court métrage de Clermont-Ferrand